# Gare de Vauboyen
« Vauboyen » redirige ici. Pour le château homonyme, voir Château de Vauboyen.
La gare de Vauboyen est une gare ferroviaire française de la ligne de Grande Ceinture, située à la limite des communes de Bièvres (Essonne) et de Jouy-en-Josas (Yvelines).
C'est une gare de la Société nationale des chemins de fer français (SNCF) desservie par les trains de la ligne V du Transilien (ancienne branche de la ligne C du RER).

## Histoire
Le 1er mai 1883, le trafic de la ligne de Grande Ceinture ouvre aux voyageurs sur la section de Versailles-Chantiers à Savigny-sur-Orge. La gare de Vauboyen est créée à cette occasion.
Le 15 mai 1939, le trafic voyageurs prend fin sur la section nord de la Grande ceinture comprise entre Versailles-Chantiers et Juvisy. Par contre, il subsiste sur la section sud, entre Juvisy et Versailles via Massy - Palaiseau. La gare de Vauboyen reste donc ouverte aux voyageurs.

## Fréquentation
De 2015 à 2022, selon les estimations de la SNCF, la fréquentation annuelle de la gare s'élève aux nombres indiqués dans le tableau ci-dessous.
| Année     | 2015    | 2016    | 2017    | 2018    | 2019    | 2020    | 2021    | 2022    | 2023    | 2024    |
| --------- | ------- | ------- | ------- | ------- | ------- | ------- | ------- | ------- | ------- | ------- |
| Voyageurs | 212 014 | 220 594 | 228 105 | 231 041 | 236 149 | 144 422 | 257 072 | 194 880 | 207 004 | 228 278 |

## Service des voyageurs

### Desserte
Elle est desservie par les trains de la ligne V du Transilien. Jusqu'en décembre 2023, elle était desservie par les trains de la ligne C du RER qui parcouraient alors la branche. Le bâtiment de la gare et le passage à niveau situé en bout de quai se trouvent sur le territoire de Jouy-en-Josas. Aucun souterrain ni aucune passerelle ne relie les deux quais.

### Intermodalité
La gare est desservie par les lignes 6135, 6171, 6173, 6174 et Soirée Versailles Chantiers du réseau de bus de Vélizy Vallées.

## Projet
En 2025, cette gare devait être desservie par la ligne 12 du tramway d'Île-de-France, en remplacement de la ligne V du Transilien et de la branche de la ligne C du RER. Le prolongement du T12 de Massy - Palaiseau à Versailles-Chantiers est reporté à une date indéterminée vu la question des passages à niveau qui entraîne une hausse de 50 % du coût des travaux.

## Galerie de photographies

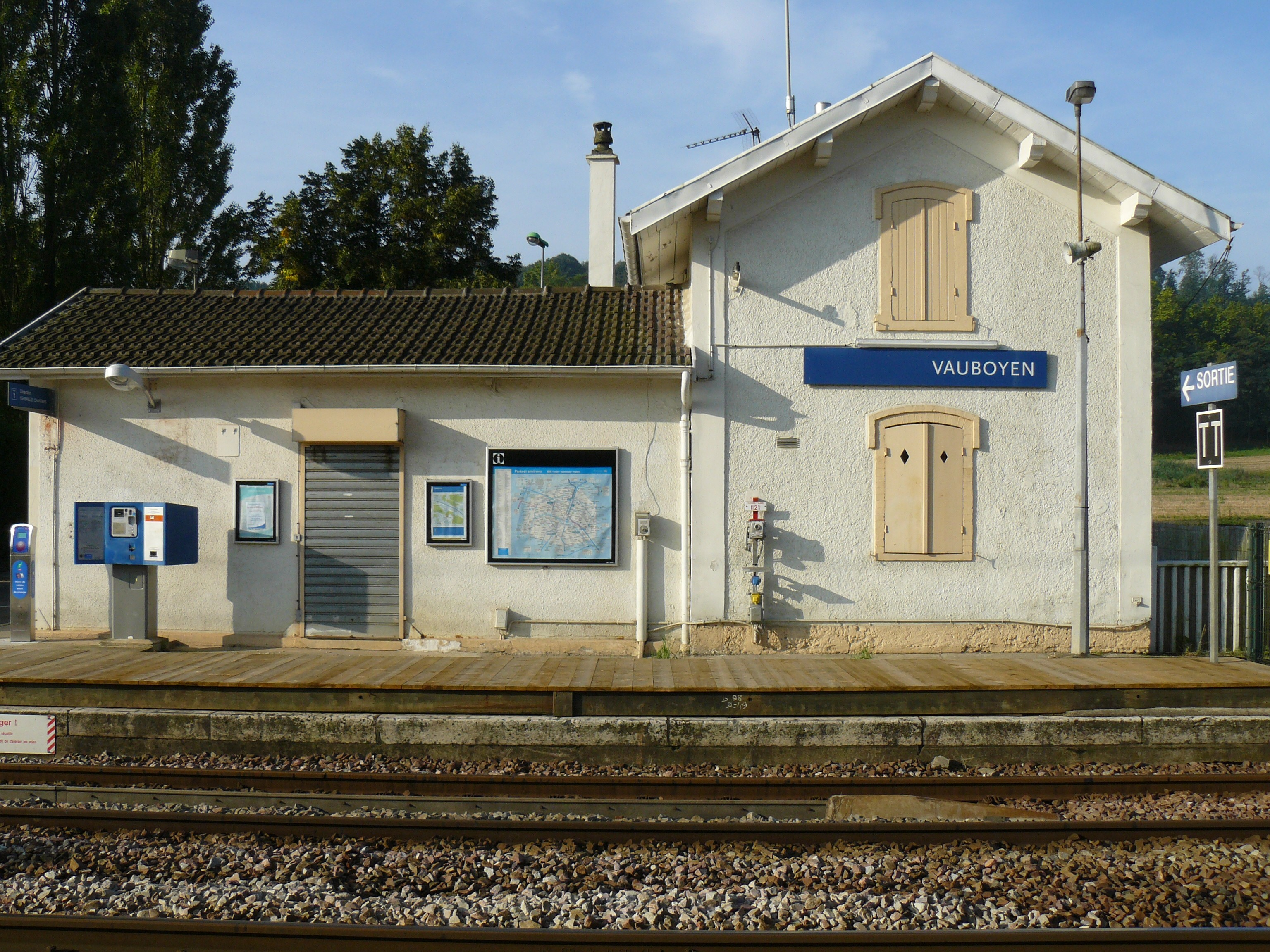
Le bâtiment voyageurs.
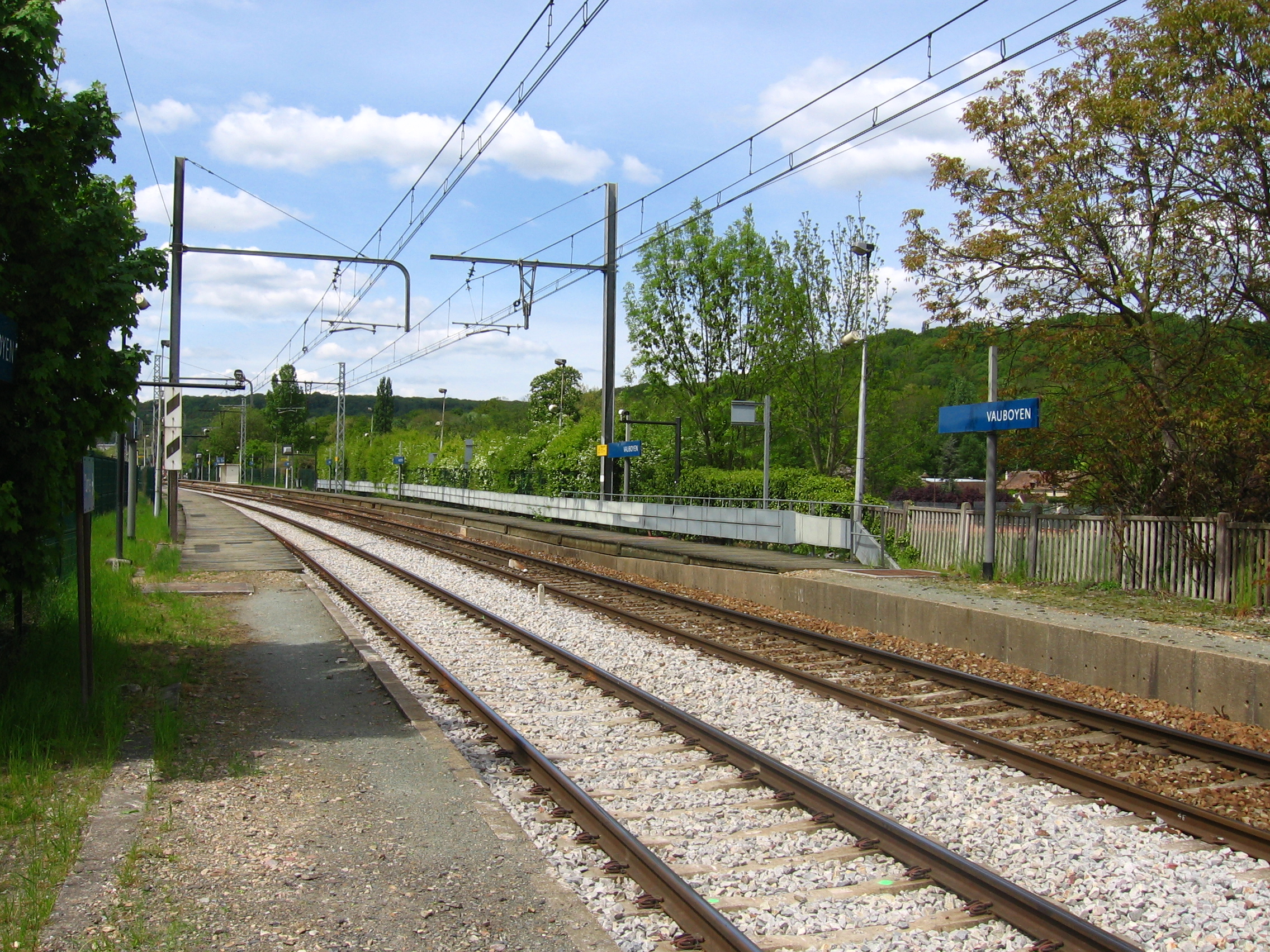
Les quais.